# Lúcio Flávio, o Passageiro da Agonia
Lúcio Flávio, o Passageiro da Agonia é um filme brasileiro dirigido por Hector Babenco em 1976, baseado em livro de José Louzeiro (coautor do roteiro). Em novembro de 2015 o filme entrou na lista feita pela ABRACCINE dos 100 melhores filmes brasileiros de todos os tempos.

## Sinopse
O filme relata a trajetória do criminoso Lúcio Flávio, famoso bandido da década de 70 que se tornou nacionalmente conhecido pelos roubos a banco e fugas espetaculares, embora algumas cenas do filme sejam diferentes em relação aos acontecimentos reais.

## Elenco principal
- Reginaldo Faria: Lúcio Flávio
- Ana Maria Magalhães: Janice
- Grande Otelo: Dondinho
- Ivan Cândido: Bechara
- Lady Francisco: Lígia
- Milton Gonçalves: 132
- Paulo César Peréio: Dr. Moretti
- Stepan Nercessian: suicida
- José Dumont: prisioneiro

## Recepção
Rodrigo de Oliveira em sua crítica para o Papo de Cinema escreveu: "Para uma produção de 1977, chama a atenção algumas boas cenas com som direto e outras com dublagem bem executada, não destoando do restante do filme. Um dos grandes problemas do cinema nacional da época era a precária mixagem de som, bem resolvida neste longa. As cenas de ação também tem apuro técnico e chamam a atenção. (...) [O filme] abusa um tanto por se estender, mas tem momentos interessantes que conseguem segurar a atenção do espectador. As cenas oníricas, sangrentas, dão um bom molho especial em uma trama policial urbana que retrata um período conturbado da história do nosso Brasil."

## Principais prêmios e indicações
Festival de Gramado 1978 (Brasil)
- Recebeu quatro Kikitos de Ouro  nas categorias de Melhor Ator (Reginaldo Faria), Melhor Ator Coadjuvante (Ivan Cândido), Melhor Fotografia e Melhor Edição.
- Foi indicado na categoria de Melhor Filme.

Mostra Internacional de Cinema São Paulo 1977 (Brasil)
- Foi escolhido como o Melhor Filme pelo Júri Popular.